# Renodes flavilimbata
Renodes flavilimbata là một loài bướm đêm trong họ Erebidae.